# Liste der Kulturdenkmale in Klostermansfeld
In der Liste der Kulturdenkmale in Klostermansfeld sind alle  Kulturdenkmale der Gemeinde Klostermansfeld und ihrer Ortsteile aufgelistet. Grundlage ist das Denkmalverzeichnis des Landes Sachsen-Anhalt, das auf Basis des Denkmalschutzgesetzes des Landes Sachsen-Anhalt vom 21. Oktober 1991 durch das Landesamt für Denkmalpflege und Archäologie Sachsen-Anhalt erstellt und seither laufend ergänzt wurde (Stand: 25. Februar 2015).

## Kulturdenkmale nach Ortsteilen

### Klostermansfeld
| Lage | Bezeichnung             | Beschreibung | Erfassungs- nummer | Ausweisungsart | Bild             |
| --- | ----------------------- | --- | ------------------ | -------------- | ---------------- |
| östlich von Klostermansfeld, außerhalb der Ortslage an der B 242; Schachtanlage: Flur 8, Flurstücke 20 und 4/1, Halde: Flur 8, Flurstück 21 (Karte)                | Bergbauanlage           | Zirkel-Schacht | 094 07128          | Baudenkmal     | Bergbauanlage    |
| Mansfelder Mulde, Haldenlandschaft (Karte) | Eisenbahnanlage         | Mansfelder Bergwerksbahn | 107 40004          | Baudenkmal     | BW               |
| Straße Klostermansfeld nach Mansfeld; Flur 3, Flurstück 1923/16 (Karte)                                                                                            | Haldenlandschaft        | Theodor-Schacht | 107 40026          | Baudenkmal     | Haldenlandschaft |
| an der Hauptstraße aus Richtung Eisleben (Karte) | Haldenlandschaft        | Halde Lichtloch 81 F | 107 40031          | Baudenkmal     | Haldenlandschaft |
| westlich und östlich der B 80 | Haldenlandschaft        | Lichtlochhaldenzug Froschmühlen-Stollen | 107 40069          | Baudenkmal     |                  |
| im Ort sowie nördlich und südlich des Ortes | Haldenlandschaft        | Lichtlochhaldenzug Schlüssel-Stollen | 107 40076          | Baudenkmal     |                  |
| Bahnhofstraße (Karte) | Park                    | Der Bürgerpark wurde wahrscheinlich zum Anfang des 19. Jahrhunderts angelegt. Zum Park gehören zwei Denkmale für Gefallene von 1870/1871 und dem Ersten Weltkrieg. Das Denkmal für die Gefallenen des Krieges 1870/1871 ist eine Stele auf einem mehrstufigen Sockel. Das Denkmal für die Gefallenen des Ersten Weltkrieges ist ein Stein auf einem Sockel mit einer Vertiefung mit der Inschrift: „Ihren 174 im Kirege 1914-18 gefallenen Söhnen zu Gedächtnis. Die dankbare Gemeinde“. Das Denkmal wurde um eine Gedenktafel für die Gefallenen des Zweiten Weltkrieges ergänzt. | 094 75585          | Baudenkmal     | Park             |
| Bahnhofstraße 43 (Karte) | Villa                   | Die Villa wurde um 1900 im Stil des Historismus und Jugendstil erbaut. Zum Baudenkmal gehört noch ein Nebengebäude und die Einfriedung. Das Haus ist ein eineinhalbgeschossiges Wohnhaus mit einem Satteldach. Die Fassade ist geprägt durch einen zweiachsigen Mittelrisalit mit einem Giebel, davor befindet sich eine Loggia mit Säulen. | 094 75583          | Baudenkmal     | Villa            |
| Chausseestraße, Kreuzung an Einmündung Klosterstraße (Karte) | Gedenkstein             | Der sogenannte Lutherstein erinnert an den aus dem Mansfeldischen stammende Martin Luther. Aufgestellt wurde der Stein im Jahre 1917. Das Denkmal ist in der Form eines Findlings errichtet worden, auf dem Stein befindet sich ein Relief mit dem Bild Luthers und der Inschrift: „1517-1917“. Es erinnert an den 400. Jahrestag des Thesenanschlages. | 094 10213          | Baudenkmal     | Gedenkstein      |
| Chausseestraße, auf leichter Anhöhe über der Straße (Karte) | Kirche                  | Die katholische Kirche St. Joseph wurde 1894 für die katholischen Zuwanderer erbaut worden. Diese arbeiten im Bergbeu und in den Schmelzhütten. Die Kirche ist ein dreischiffiger Ziegelbau im neugotischen Stil. Die Kirche hat einen eingezogen Westturm und eine polygene Apsis. Zum Denkmal gehört die Fläche um die Kirche herum und die Baumreihe entlang der Straße. | 094 65321          | Baudenkmal     | Weitere Bilder   |
| Familienhaus 1, 2, 3, 4, 5, 6, 7, 8, 9, 10 (Karte) | Siedlung                | Die Bergarbeitersiedlung wurde im späten 19. Jahrhundert erbaut und ist unverändert erhalten geblieben. Es sind dreigeschossige Ziegelbauten, die beiden oberen Geschosse ist verbrettert. Die Häuser haben flache Satteldächer. Gegenüber der Häuser befinden sich zweigeschossige Stallungen und Waschhäuser. | 094 76128          | Baudenkmal     | BW               |
| Friedhofsallee, Friedhof (Karte) | Friedhof                | Der Friedhof wurde um 1915 angelegt, die älteste Grabstätte stamm aus diesem Jahr. Die Kapelle wurde im Heimatschutzstil erbaut. | 094 65322          | Baudenkmal     | Friedhof         |
| Grabenstraße 18 (Karte) | Wohnheim                | Schlafhaus | 094 65323          | Baudenkmal     | BW               |
| Kirchstraße (Karte) | Kirche                  | St. Marien | 094 08047          | Baudenkmal     | Weitere Bilder   |
| Kirchstraße 1 (Karte) | Rittergut               | Oberhof | 094 10245          | Baudenkmal     | BW               |
| Kirchstraße 2 Hügel südöstlich der Kirche (Karte) | Pfarrhof                | | 094 17960          | Baudenkmal     | Pfarrhof         |
| Kirchstraße 3, Hügel südwestlich der Kirche (Karte) | Küsterhof               | | 094 17961          | Baudenkmal     | Küsterhof        |
| Kirchstraße 4 (Karte) | Klosterhof              | Kloster Mansfeld, Wüstenhagens Gutshof | 094 17962          | Baudenkmal     | Klosterhof       |
| Klosterstraße 1 (Karte) | Rittergut               | Unterhof | 094 08181          | Baudenkmal     | Rittergut        |
| Neue Straße 36a, am Ortsrand (Karte) | Wasserturm              | Wasserturm Klostermansfeld | 094 75581          | Baudenkmal     | Wasserturm       |
| Schulplatz 6, 8, 9, 9a (Karte) | Häusergruppe            | Hier befindet sich unter anderen das älteste Schulgebäude der Gemeinde. Erbaut wurde die Schule im Jahre 1862. | 094 65324          | Denkmalbereich | BW               |
| Schulplatz 7 (Karte) | Landarbeiterhaus        | | 094 08229          | Baudenkmal     | BW               |
| Schulplatz 11, Nordseite einer platzartigen Straßenerweiterung (Karte)                                                                                             | Gutshof                 | Das sogenannte Nahresches Gut ist ein Wohnhaus im Barocken Stil. Es hat zwei Geschosse und ein Walmdach. An der Front befindet sich eine Tafel mit der Inschrift: „Deus est protector meus qui ... dormit et me sub umbra suarum alarum custonis ut tutus ego quiescere .. posim“. Zum Wohnhaus gehört ein Wirtschaftsgebäude aus der Zeit um 1800. | 094 76131          | Baudenkmal     | BW               |
| Schulstraße 16, 16a (Karte) | Turnhalle               | | 094 75582          | Baudenkmal     | BW               |
| Siebigeröder Straße 23 (Karte) | Gasthof                 | | 094 65325          | Baudenkmal     | BW               |
| Thondorfer Straße 4, Nahtstelle zwischen der alten straßenbegleitenden Bebauung zur „neuen“ rückspringenden Baugrenze der Zeit des späten 19. Jahrhunderts (Karte) | Gutshof                 | Schwemmersches Gut | 094 76130          | Baudenkmal     | Gutshof          |
| Thondorfer Straße 16a (Karte) | Gasthof                 | Gasthof „Zum Schlüssel und Schwert“ | 094 76129          | Baudenkmal     | BW               |
| Wilhelmstraße 28, Ecke Steingartenstraße, Front zur Steingartenstraße (Karte)                                                                                      | Wohn- und Geschäftshaus | | 094 65339          | Baudenkmal     | BW               |

## Ehemalige Kulturdenkmale nach Ortsteilen

### Klostermansfeld
| Lage                        | Bezeichnung | Beschreibung | Erfassungs- nummer | Ausweisungsart | Bild |
| --------------------------- | ----------- | ------------ | ------------------ | -------------- | ---- |
| Siebigeröder Straße (Karte) | Gedenkstein |              | 094 08065          | Kleindenkmal   | BW   |

## Legende
In den Spalten befinden sich folgende Informationen:
- Lage: Nennt den Straßennamen und wenn vorhanden die Hausnummer des Kulturdenkmals. Die Grundsortierung der Liste erfolgt nach dieser Adresse. Der Link „Karte“ führt zu verschiedenen Kartendarstellungen und nennt die geographischen Koordinaten.
Link zu einem Kartenansichtstool, um Koordinaten zu setzen. In der Kartenansicht sind Baudenkmale ohne Koordinaten mit einem roten bzw. orangen Marker dargestellt und können in der Karte gesetzt werden. Baudenkmale ohne Bild sind mit einem blauen bzw. roten Marker gekennzeichnet, Baudenkmale mit Bild mit einem grünen bzw. orangen Marker.
- Offizielle Bezeichnung: Nennt den Namen, die Bezeichnung oder zumindest die Art des Kulturdenkmals und verlinkt, soweit vorhanden, auf den Artikel zum Objekt.
- Beschreibung: Nennt bauliche und geschichtliche Einzelheiten des Kulturdenkmals, vorzugsweise die Denkmaleigenschaften.
- Erfassungsnummer: Für jedes Kulturdenkmal wird in Sachsen-Anhalt eine 20stellige Erfassungsnummer vergeben. Die letzten zwölf Ziffern werden für die Untergliederung nach Teilobjekten genutzt und werden nur angegeben, soweit vergeben. In dieser Spalte kann sich folgendes Icon  befinden, dies führt zu Angaben zu diesem Baudenkmal bei Wikidata.
- Ausweisungsart: Die Einordnung des Denkmales nach § 2 Abs. 2 DenkmSchG LSA
- Bild: Ein Bild des Denkmales, und gegebenenfalls einen Link zu weiteren Fotos des Kulturdenkmals im Medienarchiv Wikimedia Commons. Wenn man auf das Kamerasymbol klickt, können Fotos zu Kulturdenkmalen aus dieser Liste hochgeladen werden: